# El Retiro, Oxchuc
El Retiro är en ort i Mexiko.   Den ligger i kommunen Oxchuc och delstaten Chiapas, i den sydöstra delen av landet, 800 km öster om huvudstaden Mexico City. El Retiro ligger 2 207 meter över havet och antalet invånare är 619.
Terrängen runt El Retiro är huvudsakligen kuperad. El Retiro ligger uppe på en höjd. Runt El Retiro är det ganska tätbefolkat, med 67 invånare per kvadratkilometer. Närmaste större samhälle är Oxchuc, 2,2 km sydost om El Retiro. I omgivningarna runt El Retiro växer i huvudsak städsegrön lövskog.